# Palleon
Palleon(лат.) — рід маленьких хамелеонів, створений у 2013 році для невеликої клади, яка раніше була віднесена до роду Brookesia. Види Palleon є ендеміками Мадагаскару.

## Види
- Palleon lolontany
- Palleon nasus